# Rede Wladimir Putins auf der Waldai-Konferenz in Sotschi 2014

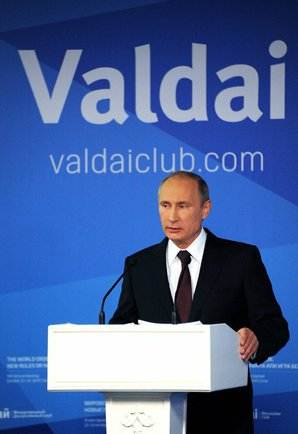
Wladimir Putin auf der Waldai-Konferenz

Am 24. Oktober 2014 hielt der russische Präsident Wladimir Putin auf der 11. Konferenz des Waldai-Klubs in Sotschi eine etwa 45-minütige Ansprache, in dieser Rede ging Putin vor allem auf Fragen der Außenpolitik ein.
Das Thema der Konferenz lautete: „Weltordnung: Neue Regeln oder ein Spiel ohne Regeln?“ (russisch Мировой порядок: новые правила или игра без правил, englisch The World Order: New Rules or No Rules)

## Inhalt der Rede
Putin erhob insbesondere schwere Vorwürfe gegen die Außenpolitik der Vereinigten Staaten. Er warf den USA vor, der Welt durch ein „einseitiges Diktat“ eine neue Weltordnung aufzwingen zu wollen. Dabei würden die „sogenannten Sieger des Kalten Krieges“ eine Ordnung anstreben, die allein ihnen zugute komme, sagte Putin. Die US-Regierung versuche, „die ganze Welt im eigenen Interesse umzugestalten“. Dadurch nehme das Risiko internationaler Konflikte zu.
Das globale und regionale Sicherheitssystem sei durch den Ukraine-Konflikt  geschwächt worden. Die USA und die Europäische Union hätten die Ukraine durch ihr Handeln ins Chaos gestürzt. Putin äußerte seinen Unmut darüber, dass die EU mit der russischen Regierung nicht über ihr Assoziierungsabkommen mit der Ukraine im Voraus gesprochen habe, und warnte vor Versuchen, den Ukraine-Konflikt mit militärischen Mitteln zu lösen. Russland habe Interesse an Stabilität in seinem Nachbarland. Der ukrainischen Regierung warf Putin mangelnde Dialogbereitschaft vor: „Wir sehen keinen Willen bei unseren Partnern in Kiew […] das Problem der Beziehungen im Südosten des Landes durch einen politischen Prozess, mit Gesprächen zu lösen“.
Russland selbst wolle „kein Imperium errichten“, versicherte der russische Präsident und bestritt anderslautende Behauptungen. Russland wolle aber, dass seine Interessen berücksichtigt werden. Mit Blick auf die gegen Russland im Rahmen der Ukraine-Krise verhängten Sanktionen erklärte Putin, sein Land werde sich „nicht zum Bettler machen lassen“. Russland sei ein starker Staat und habe es nicht nötig, um ein Ende der Sanktionen zu bitten. Die von den USA verursachte Eskalation des Ukraine-Konflikts habe, so Putin, auch das Risiko bewaffneter Konflikte zwischen den Großmächten erhöht. Er rief zu internationalen Gesprächen darüber auf, unter welchen Bedingungen Streitkräfte künftig zum Einsatz kommen sollen.

### Pressekonferenz im Anschluss an die Rede
Auf einer direkt nach seiner Rede abgehaltenen Pressekonferenz bestätigte Putin, dass Russland dem gestürzten ukrainischen Staatschef Wiktor Janukowytsch auf dessen Wunsch hin im Februar 2014 bei seiner Flucht aus der Ukraine geholfen habe. Janukowytsch habe sich nach seinem Sturz zunächst mit Hilfe Moskaus auf die Krim abgesetzt und sei einige Tage später nach Russland weitergereist.

## Reaktionen und Rezeption in den Medien
Die Sprecherin des US-Außenministeriums Jen Psaki wies die Vorwürfe Putins zurück. Sie erklärte, die USA würden keine Konfrontation mit Russland suchen und an den „Prinzipien der Sicherheit“ festhalten. Man werde aber „nicht zurückweichen, wenn es um die Prinzipien geht, auf denen die Sicherheit in Europa und in Nordamerika ruht“. Es gelte, an der Souveränität und an der territorialen Integrität der Ukraine festzuhalten.
Der ehemalige sowjetische Staatschef Michail Gorbatschow bezeichnete die Rede Putins als eine der stärksten in dessen ganzer Amtszeit.
In Reaktionen deutschsprachiger sowie unabhängiger russischer Medien auf die Rede Putins wurde unter anderem hervorgehoben, seine Ansprache enthalte einige der bislang schärfsten Attacken auf den Westen und erinnere in weiten Teilen an die Rhetorik des Kalten Krieges.
„Russland setzt auf Konservatismus, Nationalismus und ein traditionelles Wertefundament – und positioniert sich diametral zum ‚dekadenten Westen‘“, schreibt slon.ru. Putin berufe sich im Weiteren auf eine „traditionelle Einflusszone Russlands“ und stelle Kriterien selber in Widerspruch.